# フィリップ・デ・ヴィルデ
フィリップ・デ・ヴィルデ（Filip Alfons De Wilde、1964年7月5日 - ）は、ベルギーの元サッカー選手。元ベルギー代表。ポジションはゴールキーパー。

## 来歴
1989年8月にベルギー代表デビュー。出場機会は無かったが、1990 FIFAワールドカップ、1994 FIFAワールドカップのメンバーにも選ばれた。3大会連続でメンバーに選ばれた1998 FIFAワールドカップでは2試合に出場した。2000年までに33試合に出場した。

## 代表歴

### 出場大会
- ベルギー代表
  - 1990 FIFAワールドカップ
  - 1994 FIFAワールドカップ
  - 1998 FIFAワールドカップ

### 試合数
- 国際Aマッチ 33試合 0得点（1989年-2000年）[1]

| ベルギー代表 | 国際Aマッチ | 国際Aマッチ |
| 年           | 出場        | 得点        |
| ------------ | ----------- | ----------- |
| 1989         | 1           | 0           |
| 1990         | 1           | 0           |
| 1991         | 0           | 0           |
| 1992         | 0           | 0           |
| 1993         | 2           | 0           |
| 1994         | 0           | 0           |
| 1995         | 2           | 0           |
| 1996         | 4           | 0           |
| 1997         | 8           | 0           |
| 1998         | 7           | 0           |
| 1999         | 2           | 0           |
| 2000         | 6           | 0           |
| 通算         | 33          | 0           |